# Nájf al-Kádí
Nájf Ali al-Kádí (arabul: نايف علي القاضي; Mekka, 1979. április 3. –) szaúd-arábiai válogatott labdarúgó.

## Pályafutása

### Klubcsapatban
2000 és 2007 között az El-Áhlí csapatában játszott. A 2006–07-es szezonban a katari Al-Rajánban szerepelt. 2007 és 2014 között az Es-Sabáb játékosa volt, melynek tagjaként 2012-ben bajnoki címet szerzett.

### A válogatottban
2003 és 2006 között 28 alkalommal játszott a szaúd-arábiai válogatottban és 2 gólt szerzett. Részt vett a 2004-es Ázsia-kupán és a 2006-os világbajnokságon.

## Sikerei, díjai
Es-Sabáb
- Szaúd-arábiai bajnok (1): 2011–12